# Tuchoměřice
Tuchoměřice (en allemand : Tuchomierschitz) est une commune du district de Prague-Ouest, dans la région de Bohême-Centrale, en République tchèque. Sa population s'élevait à 1 538 habitants en 2020.

## Géographie
Tuchoměřice se trouve à 8 km à l'ouest-sud-est de Buštěhrad et à 13 km au nord-ouest du centre de Prague.
La commune est limitée par Číčovice et Lichoceves au nord, par Statenice à l'est, par Prague au sud, et par Kněževes et Středokluky à l'ouest.

## Histoire
La première mention écrite de la localité date de 1301.
Majaland Praha est ouvert le 27 décembre 2021.

## Transports
Par la route, Tuchoměřice se trouve à 9 km de Buštěhrad et à 20 km du centre de Prague.